# Fällmossa
Fällmossa (Antitrichia curtipendula) är en bladmossart som beskrevs av Bridel 1819 [1818. Fällmossa ingår i släktet Antitrichia och familjen Leucodontaceae. Arten är reproducerande i Sverige. Inga underarter finns listade i Catalogue of Life.

## Bildgalleri

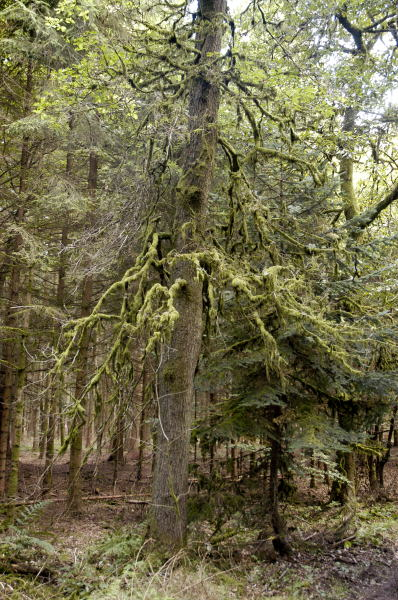
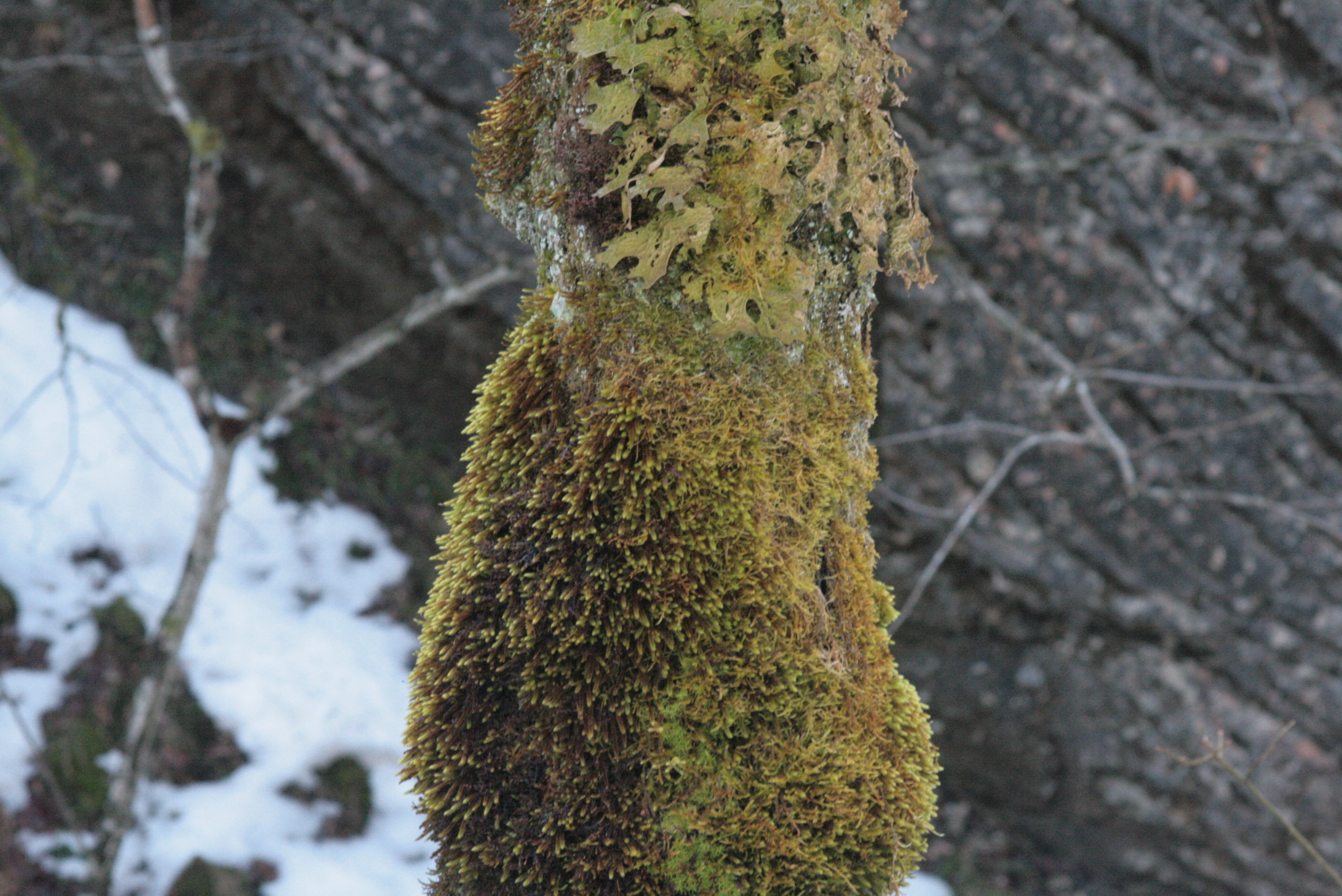
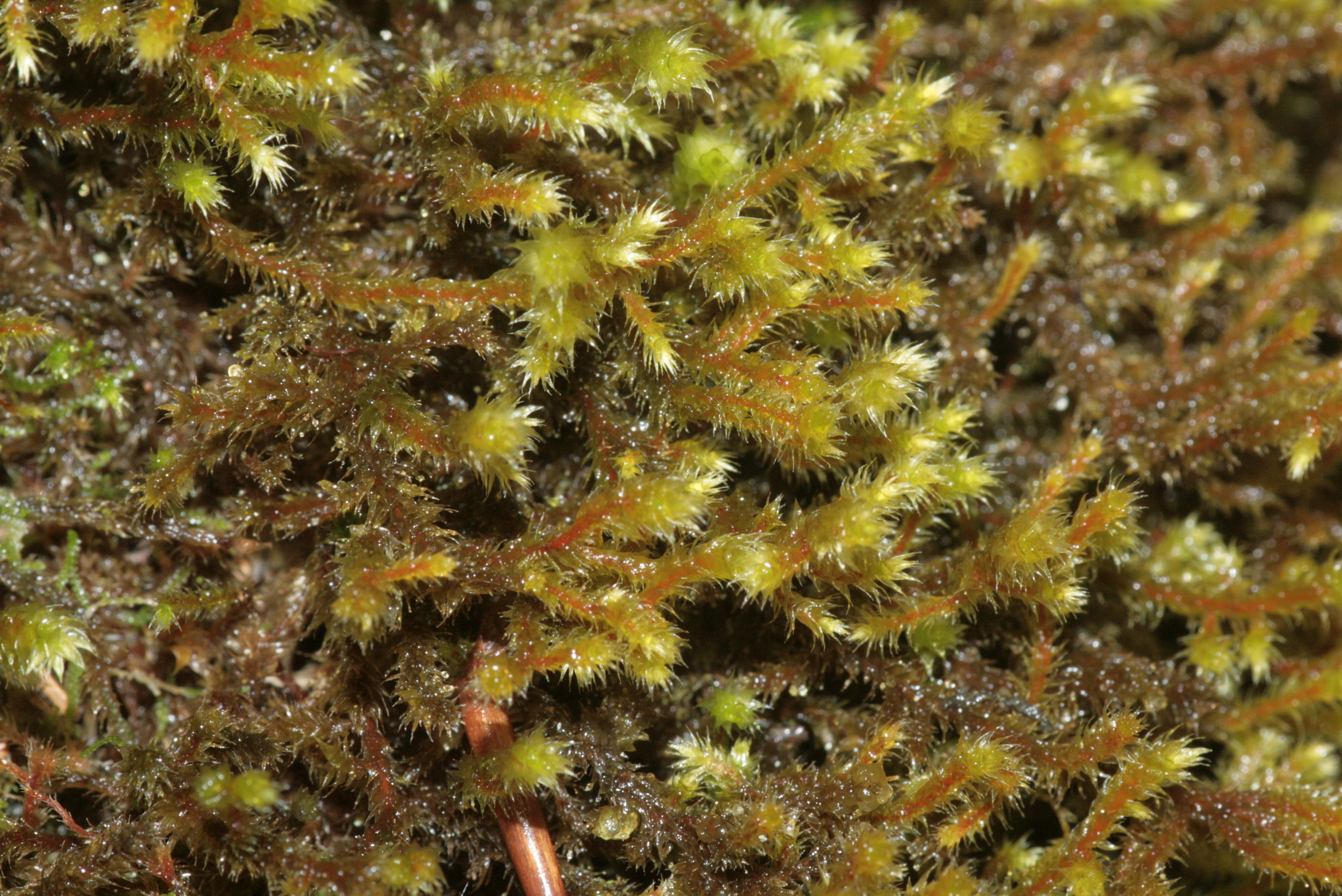
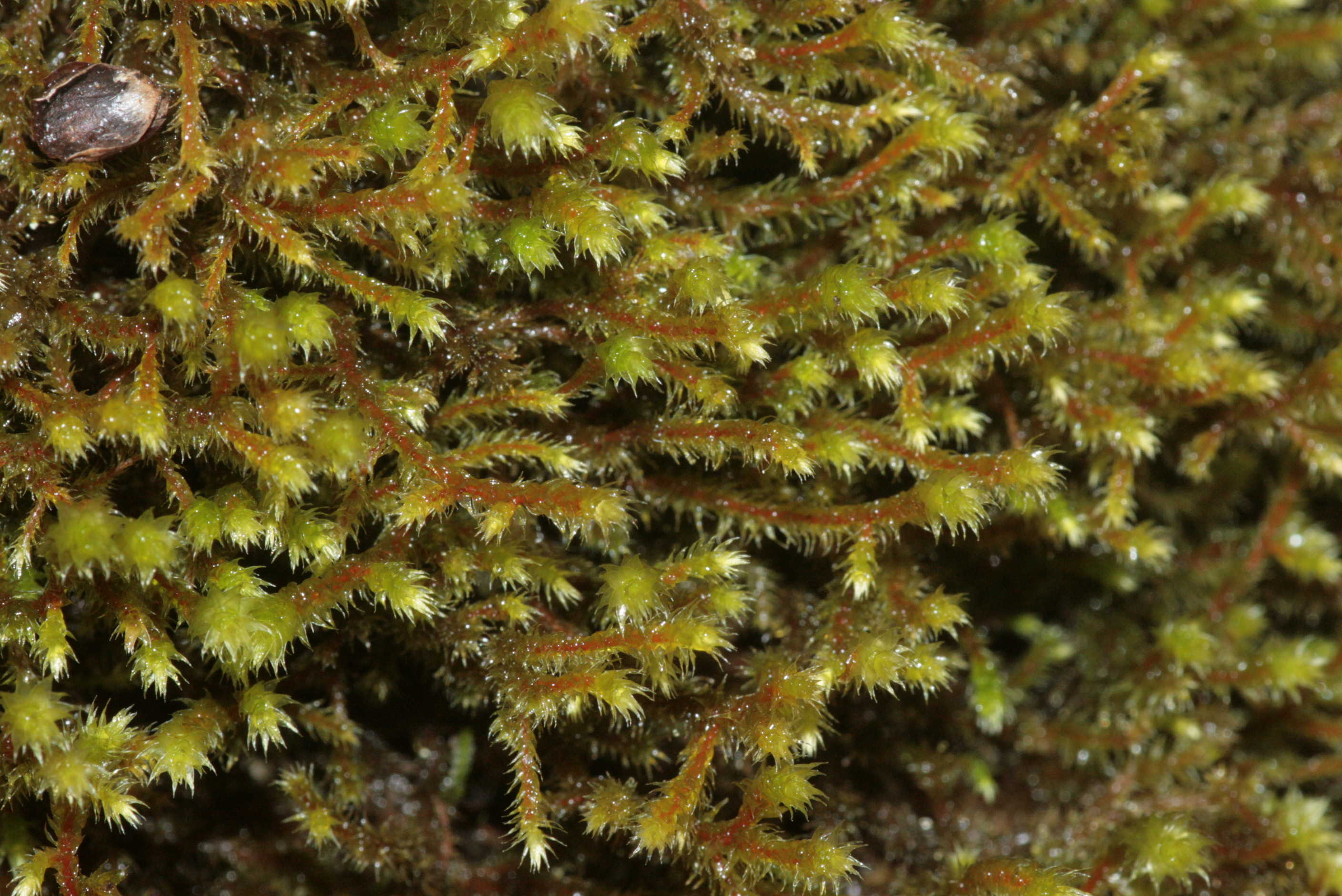
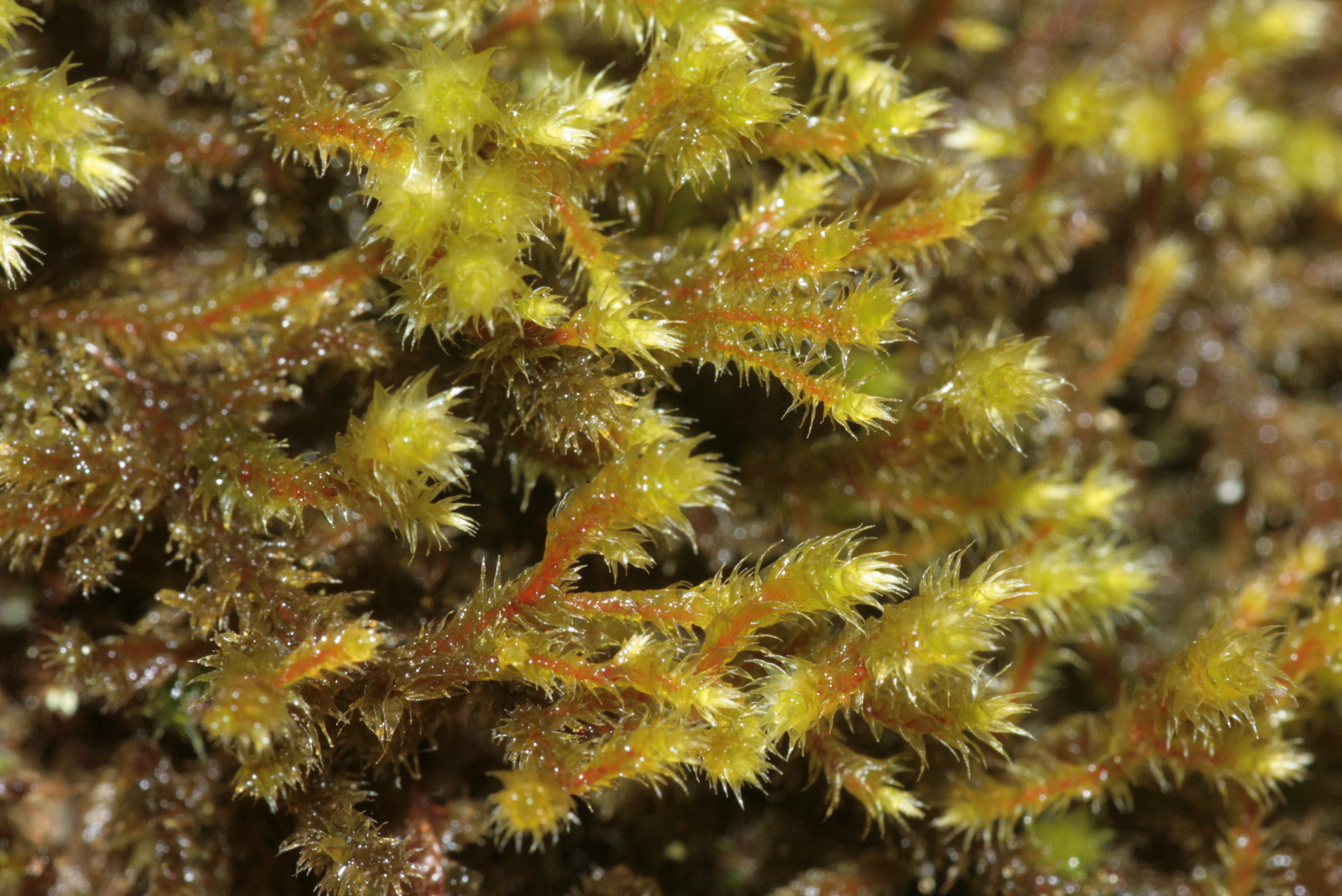